# イタチ

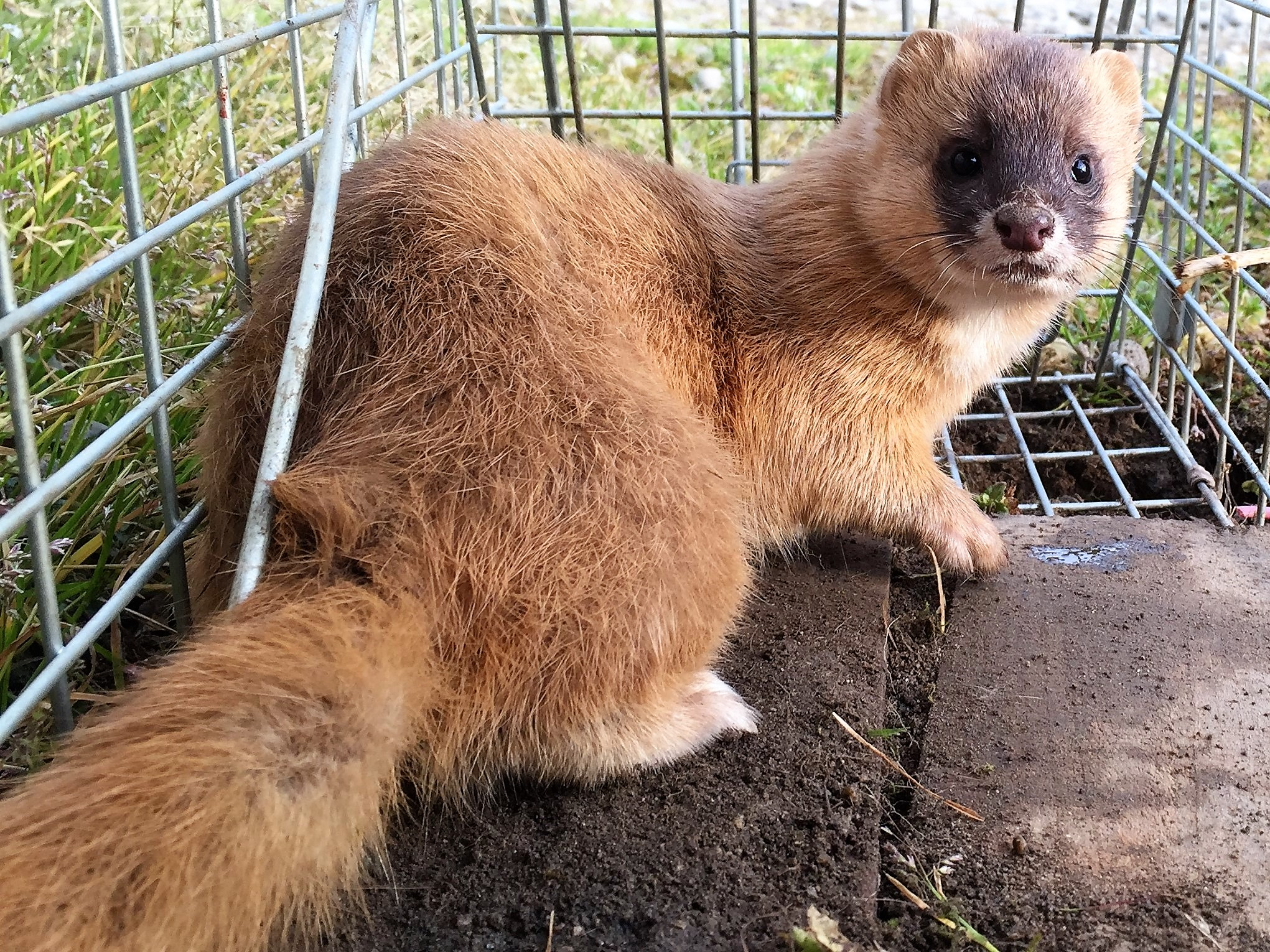
チョウセンイタチ

イタチ（鼬、鼬鼠）は、食肉目イタチ科イタチ属（Mustela）に含まれる哺乳類の総称である。オコジョ、イイズナ、ミンク、ニホンイタチなどがイタチ属に分類される。ペットとして人気のあるフェレットもこの属である。
日本語における「イタチ」の語は元来、日本に広く棲息するニホンイタチ（Mustela itatsi）を特に指す語であり、現在も、形態や生態のよく似た近縁のチョウセンイタチ（M. sibirica coreana）を含みながら、この狭い意味で用いられることが多い。また、広義にはイタチ亜科やイタチ科といった高次分類群の動物全般（アナグマ、カワウソ、テンなどを除く）を指すこともある。
属名Mustela（ムステラ）はラテン語で「イタチ」を意味し、イタチ類に多く使われる英名weasel（ウィーゼル）はもともとイイズナを指す語である。ケナガイタチ類はpolecat（ポールキャット）と呼ばれる。

## 分布
日本全国、ユーラシア、アフリカ、南北アメリカ大陸の亜熱帯から寒帯まで広く分布している。

## 特徴

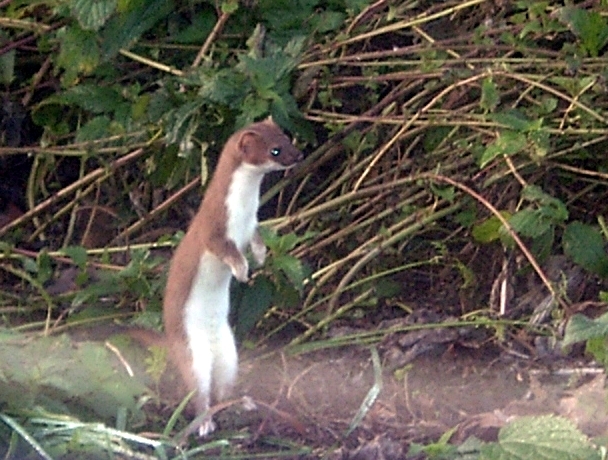
直立したイイズナ

イタチ属の動物は、しなやかで細長い胴体に短い四肢をもち、鼻先がとがった顔には丸く小さな耳がある。多くの種が体重2 kg以下で、ネコ目（食肉類）の中でも最も小柄なグループである。中でもイイズナ（Mustela nivalis）はネコ目中最小の種であり、体重はアメリカイイズナ （M. n. rixosa）で30 - 70 g、ニホンイイズナ（M. n. namiyei）で25 - 250 gである。
イタチ類は、オスに比べメスが極端に小柄であることでも知られ、この傾向は小型の種ほど顕著である。メスの体重は、たとえば前述のアメリカイイズナやチョウセンイタチ（M. s. coreana）ではオスの半分、ニホンイタチではオスの3分の1である。
小柄な体格ながら、非常に凶暴な肉食獣であり、小型の齧歯類や鳥類、魚類、甲殻類はもとより、自分よりも大きなニワトリやウサギなども単独で捕食する。反対にイタチを捕食する天敵は鷲・鷹・フクロウと言った猛禽類とキツネである。
肛門腺が発達しており、そこから強い悪臭を帯びた分泌液を噴出することで外敵から身を守る。
水辺を好み、泳ぐのも上手い。

## 種
Mammal Diversity Database (2024) における狭義のイタチ属の現生種は以下の通り。フェレットはヨーロッパケナガイタチが原種と考えられており、その亜種とされることもあるが、頭骨にステップケナガイタチに似た特徴がある。また、ニホンイタチはシベリアイタチの亜種とされることがある。
- Mustela aistoodonnivalis — Chinese pygmy weasel（イイズナから分割）
- Mustela altaica アルタイイタチ Altai mountain weasel
- Mustela erminea オコジョ Beringian ermine
- Mustela eversmanni ステップケナガイタチ Steppe polecat
- Mustela furo (= M. putorius furo) フェレット Domestic ferret（家畜種）
- Mustela haidarum — Haida ermine（オコジョから分割）
- Mustela itatsi (= M. sibirica itatsi) ニホンイタチ Japanese weasel
- Mustela kathiah キバライタチ Yellow-bellied weasel
- Mustela lutreola ヨーロッパミンク European mink
- Mustela lutreolina インドネシアヤマイタチ Indonesian mountain weasel
- Mustela nivalis イイズナ Least weasel
- Mustela nigripes クロアシイタチ Black-footed ferret
- Mustela nudipes ハダシイタチ Malay weasel
- Mustela putorius ヨーロッパケナガイタチ European polecat
- Mustela richardsonii — American ermine（オコジョから分割）
- Mustela sibirica シベリアイタチ Siberian weasel
- Mustela strigidorsa セスジイタチ Back-striped weasel

以下の種は、伝統的な分類ではイタチ属とされていた。2000年にミンクとウミベミンクがミンク属Neovisonに分割され、2021年以降はミンクを含む以下の種がNeogale属に再分類されている。
- Mustela africana (= Neogale africana) アマゾンイタチ Amazon weasel
- Mustela felipei (= Neogale felipei) コロンビアイタチ Colombian weasel
- Mustela frenata (= Neogale frenata) オナガオコジョ Long-tailed weasel
- †Mustela macrodon (= Neogale macrodon,  Neovison macrodon) ウミベミンク Sea mink（絶滅）
- Mustela vison (= Neogale vison, Neovison vison) ミンク American mink

## 日本に棲息するイタチ属

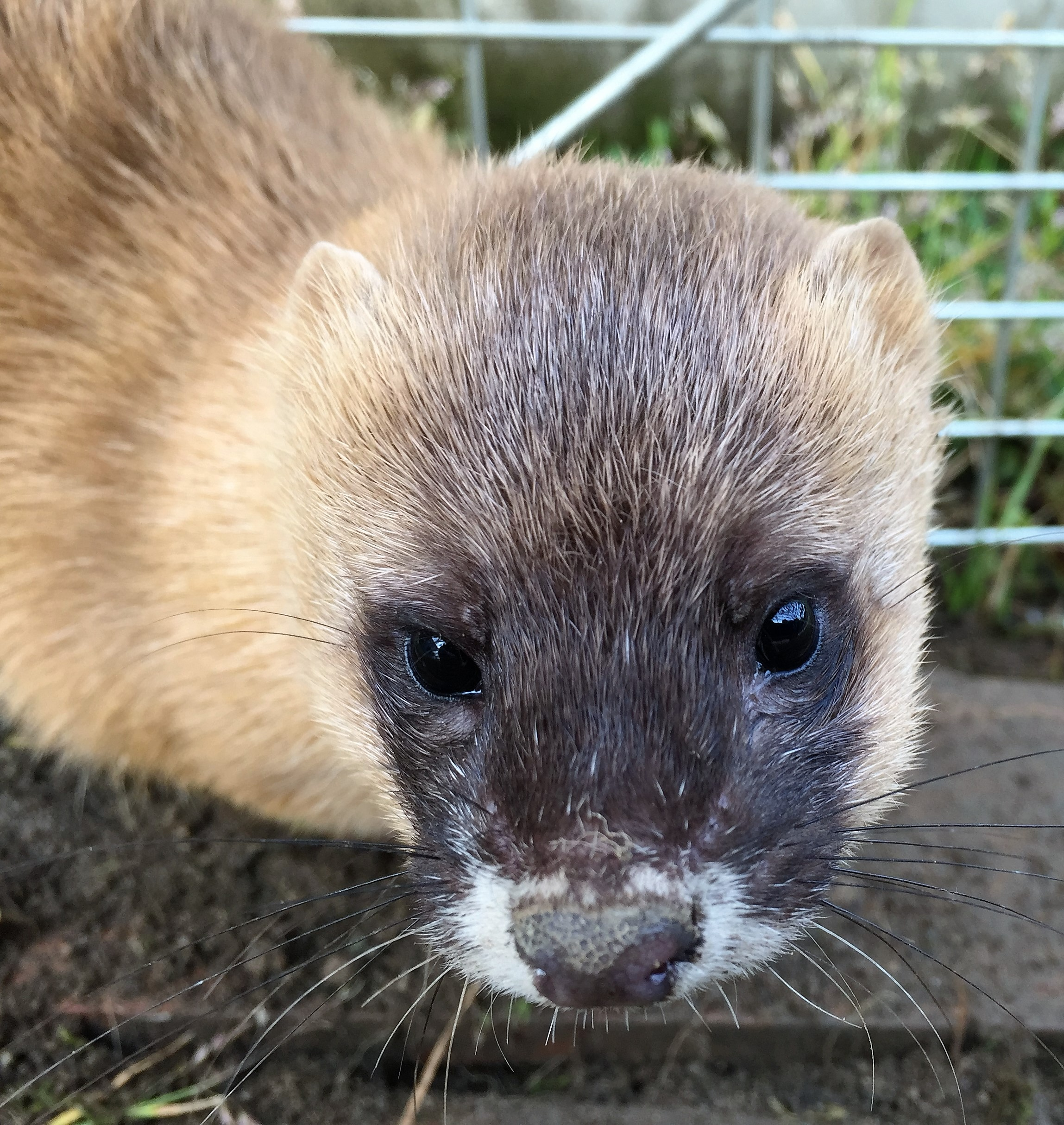
チョウセンイタチの顔

イタチ属 Mustela に属する動物は、日本には5種8亜種が棲息する。このうち、アメリカミンクは外来種であり、在来種に限れば4種7亜種となる。
比較的大型のイタチ類（ニホンイタチ、コイタチ、チョウセンイタチ）に対して、高山部にしか分布しないイイズナ（キタイイズナ、ニホンイイズナ）とオコジョ（エゾオコジョ、ホンドオコジョ）はずっと小型であり、特に、ユーラシア北部から北米まで広く分布するイイズナは、最小の食肉類でもある。
4種の在来種（ニホンイタチ、チョウセンイタチ（自然分布は対馬のみ）、イイズナ、オコジョ）のうち、ニホンイタチ（亜種コイタチを含む）は日本固有種であるが、前述のように（チョウセンイタチと同じく）大陸に分布するシベリアイタチの亜種とされることもある。また、亜種のレベルでは、本州高山部に分布するニホンイイズナとホンドオコジョが日本固有亜種であり、これにチョウセンイタチとエゾオコジョを加えた4亜種は、環境省のレッドリストでNT（準絶滅危惧）に指定されている。
外来種問題に関わるものとしては、西日本では国内移入亜種のチョウセンイタチが在来種のニホンイタチを、北海道では国内外来種のニホンイタチと外来種のアメリカミンクが在来亜種のエゾオコジョを、一部の島嶼部ではネズミ類などの駆除のために移入されたニホンイタチが在来動物を、それぞれ圧迫している。

### 日本のイタチ一覧
ニホンイタチ（イタチ） Mustela itatsi
【北海道・本州・四国・九州・南西諸島／日本固有種】 シベリアイタチの亜種とされることもある。北海道・南西諸島などでは国内外来種。西日本ではチョウセンイタチに圧迫され、棲息域を山間部に限られつつある一方で、移入先の三宅島などでは、在来動物を圧迫している。屋久島・種子島の個体群は、亜種コイタチ M. i. shoとして区別される。
シベリアイタチ（タイリクイタチ、チョウセンイタチ） M. sibirica, Kolinsky
シベリアイタチ（コリンスキー レッドセーブル、コリンスキーセーブル、レッドセーブル、シベリアン ファイアセーブル）
尾毛は、画筆や書筆の高級原毛として使われる。弾力がありしなやかで、揃いが良く、高価。
チョウセンイタチ（亜種） M. s. coreana
【本州西部・四国・九州・対馬】 対馬には自然分布、それ以外では外来種。ニホンイタチより大型。西日本から分布を広げつつあり、ニホンイタチを圧迫している可能性がある。
イイズナ M. nivalis
キタイイズナ（亜種、コエゾイタチ） M. n. nivalis
【北海道】 大陸に分布するものと同じ亜種。
ニホンイイズナ（亜種） M. n. namiyei
【青森県・岩手県・山形県？／日本固有亜種】 キタイイズナより小型であり、日本最小の食肉類である。
オコジョ M. erminea
エゾオコジョ（亜種、エゾイタチ） M. e. orientalis
【北海道】 日本以外では、千島・サハリン・ロシア沿海地域に分布。平地では国内外来種のニホンイタチ・外来種のミンクの圧迫により姿を消す。
ホンドオコジョ（亜種、ヤマイタチ） M. e. nippon
【本州中部地方以北／日本固有亜種】
アメリカミンク（ミンク） M. vison
【北海道】北米原産の外来種。毛皮のために飼育されていたものが、1960年代から北海道で野生化した。平地でエゾオコジョ・ニホンイタチを圧迫している。養魚場等にも被害がある。

### 方言
「イタチ（以太知）」の呼称は遅くとも平安時代初期には存在したが、テンとイタチの呼称は平安時代初期から現代にかけて混称または混同される傾向があった。
以下はニホンイタチ（対馬のみシベリアイタチ）に対する日本語方言である。「イタチ」が転訛した呼称のほか、「キッキ」、「チーチ」「キチキチ」など鳴き声の擬音語、その他「トマ」、「ズット」、「オサコ」などがある。異名が多いのは、イタチは縁起の悪い動物と見做されていたため、忌言葉を用いたなごりとされる。
| - 青森 - イダヅ - 岩手 - イダヂ、イダンヂィ、エダヅ、オカノカミ - 秋田 - イタンジ、イダンジ - 山形 - イタヂ、イダヂ、イタヂ、イダヅ、エダヂ、エダツ - 宮城 - イダヂィ、イダヅ、オカノカミ - 福島 - イタヂ、エダヂ - 茨城 - イタチッコ、イタチメ、イダヂメ、エダヂ、ハナクロ、ハナグロ、ハナクロイタチ、ハナグロイタチ、ハナグロイダヂ、ハナグロメ、ハナジロ、ハナックロイタチ、ハジガネイタチ、フト - 栃木 - イダチ、エタチ、ハナグロ - 群馬 - ツーキリ、ミチキリ - 埼玉 - イタチ - 千葉 - イタチ、イダヂ、イダヅ、エタチ、エタヂ、エタチ、エダヂ、エタツ、エダヅ、カワネズミ、キッキ、チーチ - 新潟 - イタツ、カワイタチ、ズイ、ズイト、ズット、ヅイト - 山梨 - イタチ - 長野 - エタチ、ゴットー、ズット、ズットー、ゾット、ゾットー、テンコゾー - 静岡 - イグラ、イタ、イタチ、ガッチ、チャキ、テンコ、テンコゾー、テンコチョ、トマス、へッピリ | - 愛知 - イグラ、イグラモチ、イタイチ、オサコ、キチキチ、クダイタチ - 岐阜 - イタチ、イダチ、ドイタチ、トバ、トバス、へコキ - 三重 - イタチ、イッタチ - 富山 - イタチ、イタチトバ、イタツ、イテヤチ、エタツ、ジット、ズットコ、テントー、テントバ、テントワ、ドス、トバ、 トハ、トバス、トワ、トワス、トンバ、バス、トバス、ミズイタチ - 石川 - イタチトバ、オトバ、キチキチトバ、ズッコ、ズット、テントバ、トバ - 福井 - エタチ、トバ、トマス - 滋賀 - イッタチ、カオミセ、テンコチ - 京都 - イッタチ、キチキチネズミ、ケチ、トマス - 大阪 - アカウマ、イサコ、イタツリ、イッタチ、オニイタチ、カイコキツネ、キチキチネズミ、コトコト、サンタチ、スイザノレ、チカメ、トマイッタチ、トマコ、トンバ、ヒチビシャ、ミゾイタチ - 奈良 - イッタチ、キチキチ、マンク - 和歌山 - イッタチ - 兵庫 - イタチ、イタッツァン、カマス、カントクサン、キッチ、ケチ、ツーキリ、テン、トココ、トマ、トマス、ミチキリ | - 香川 - イタチ、イッタチ、エタチ、エッタチ、トマ、トマコ、トマサコ、トマス、ヒガン - 徳島 - トマコ、ヒガン - 愛媛 - イタチ、エッタチ、オサコ、サコ、トマ、ヒガン、ヤブイタチ - 高知 - イタチ、ケトマ、トマ、トマコ、ヒガン - 岡山 - イターチ、イタチ、ミアゲ、ミズイタチ、ミヤゲ、ヤブイタチ - 広島 - ケス、ズイドークグリ、テンゴー - 鳥取 - イタツ、エタチ、エタツ、オトマ、チーチー、ツーキリ、トマ、ハナクロ - 島根 - エタチ、ケチ、トマ、トマス - 山口 - テン、トマス - 福岡 - トマ - 長崎 - イタチ、ユータッ、ユタチ、ユタッ、ユタテ - 対馬 - イタチ - 大分 - イタテ、ミチキリ - 熊本 - イタチ、トマ、トマキチ、ユワシ - 宮崎 - メメヨシ、イタッ、トコサマ、トマ、トマコ、トマサコ、メメタン、メメヨシ、メメンキュ、ユタ、ユタテ - 鹿児島 - イタチッ、イタッ、イタッゴロ、イタッジョ、イタテ、イタテン、ケチロ、チノコ、テーゴイ、テーゴゼ、テーゴーデー、テン、トマ、トマース、トマス、トンマース、トンマス、ユタ、ユターチ、ユタチ、ユタチェ、ユタッ、ユタテ、ユタデー、ユタテン、メメ、メメッソ |

## 利用
イタチの毛皮は衣類、日用品などに利用されてきた。ミンクは高級品として、ファーコートなどの大型の衣類製造にも用いられる。
イタチの毛を使った毛筆は高級品とされる。価格を抑えるために、中心の長い部分だけにイタチの毛を使う場合もある。

## 伝承

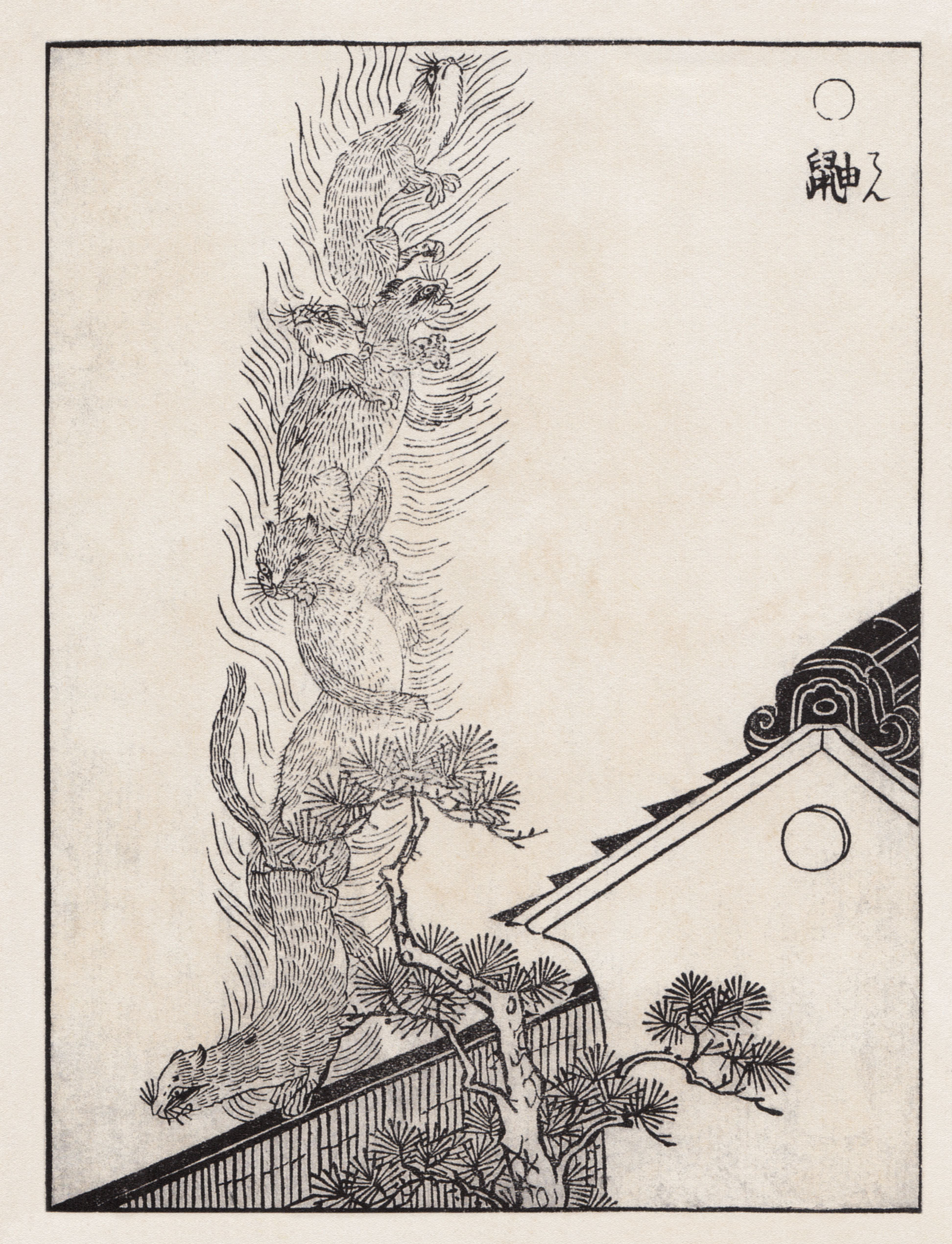
鳥山石燕『画図百鬼夜行』より「鼬」

日本古来からイタチは妖怪視され、様々な怪異を起こすものといわれていた。江戸時代の百科辞典『和漢三才図会』によれば、イタチの群れは火災を引き起こすとあり、イタチの鳴き声は不吉の前触れともされている。新潟県ではイタチの群れの騒いでいる音を、6人で臼を搗く音に似ているとして「鼬の六人搗き」と呼び、家が衰える、または栄える前兆という。人がこの音を追って行くと、音は止まるという。
またキツネやタヌキと同様に化けるともいわれ、東北地方や中部地方に伝わる妖怪・入道坊主はイタチの化けたものとされているほか、大入道や小坊主に化けるという。
鳥山石燕の画集『画図百鬼夜行』にも「鼬」と題した絵が描かれているが、読みは「いたち」ではなく「てん」であり、イタチが数百歳を経て魔力を持つ妖怪となったものがテンとされている。別説ではイタチが数百歳を経ると狢になるともいう。
イタチを黒焼にして飲めば、こわばりなどに良いという伝承が長野県にある。
ギリシャ神話では、ヘーラクレースの母アルクメーネーがヘーラクレースを出産する際、ヘーラーに命じられた出産の女神エイレイテュイアによって出産を封じられていたが、これに気付いたアルクメーネーの侍女ガランティスが「アルクメーネーが出産した」と虚報を唱えた。驚いたエイレイテュイアが封印を緩めたためにアルクメーネーは無事に出産が出来たが、エイレイテュイアの怒りを買ったガランティスはイタチの姿に変えられてしまったのだという。
説教節『愛護の若』の主人公は、家宝を売りに出したと父親に疑われ、縛り上げられて木に吊るされる。愛護の苦難を知った亡き母は、閻魔大王に頼んでいたちに姿を変え、息子を吊るした縄を食い切る。

### かまいたち
かまいたちとは、何もしていないのに突然、皮膚上に鎌で切りつけたような傷ができる現象のことを指す。かつては「目に見えないイタチの妖怪のしわざ」だと考えられていた。
なお、「かまいたち」は「構え太刀」が転じたもので、元来はイタチとは全く関係がない、とする説もある。

## イタチにまつわる言葉
- いたちごっこ - 堂々めぐりで物事が全くはかどらないこと。
- いたちの最後っ屁 - 追い詰められたときの最後のあがきのこと。
- いたちの道切り - イタチは同じ道を通らないと信じられ、イタチが目の前を横切ると別れの不吉な予兆とされた。
- いたちの御幸道（ごこうみち）
- 関東・神奈川県近郊の戯れ歌に「痛きゃイタチの糞つけて、三年つけてつけ飽きろ」というのがある。イタチの糞に薬効があるのかどうかは不明。「痛い」に「イタ（チ）」という言葉をかけた言葉遊びと思われる。
- ワイルド・ウィーゼル
- Weasel word - 「逃げ口上」の意。イタチが卵の中身を吸った後、卵を何事もなかったように見せかけるといわれることから